# Axel Auriant

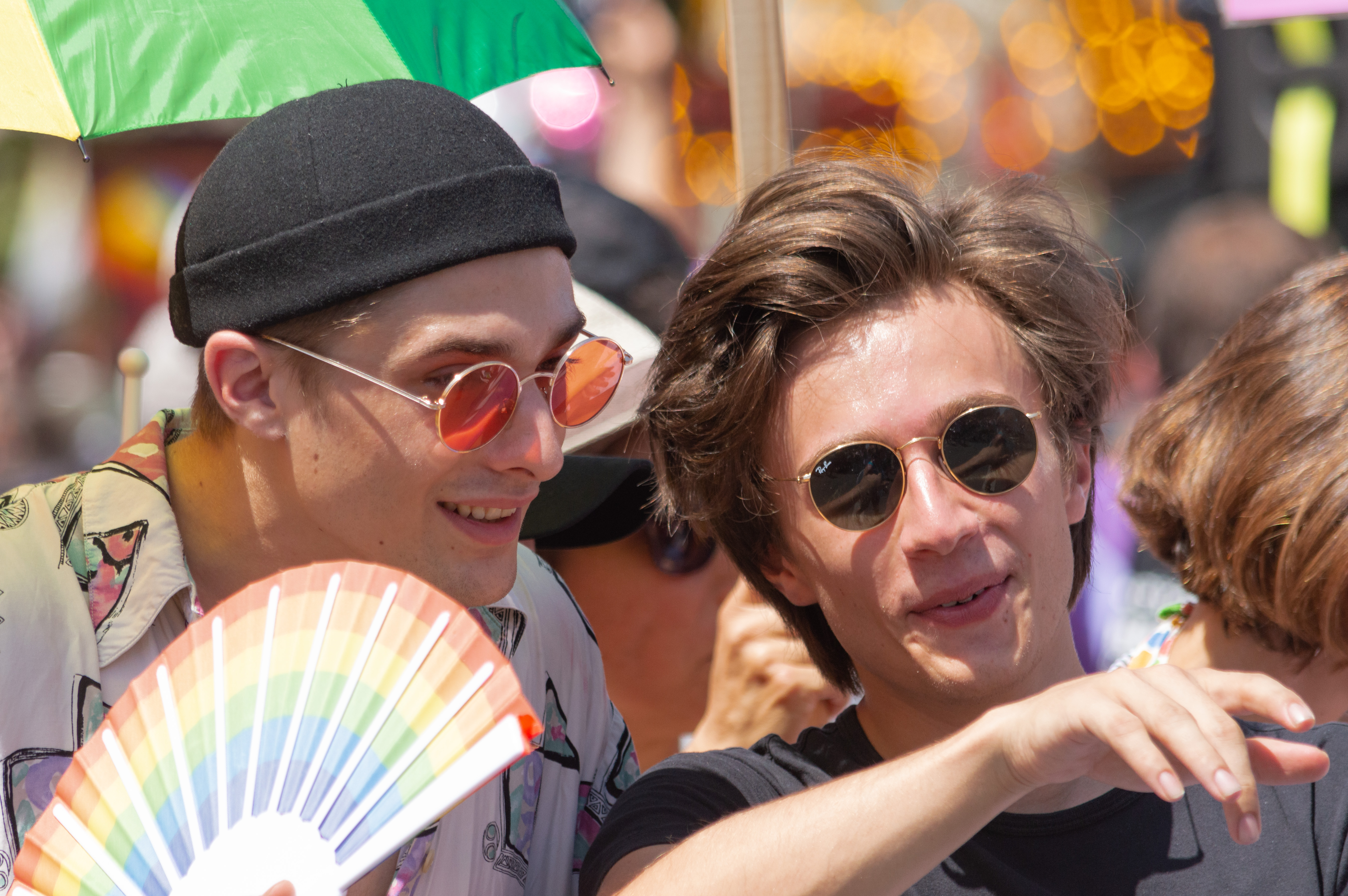
Auriant och Maxence Danet-Fauvel i Prideparaden i Paris 2019.

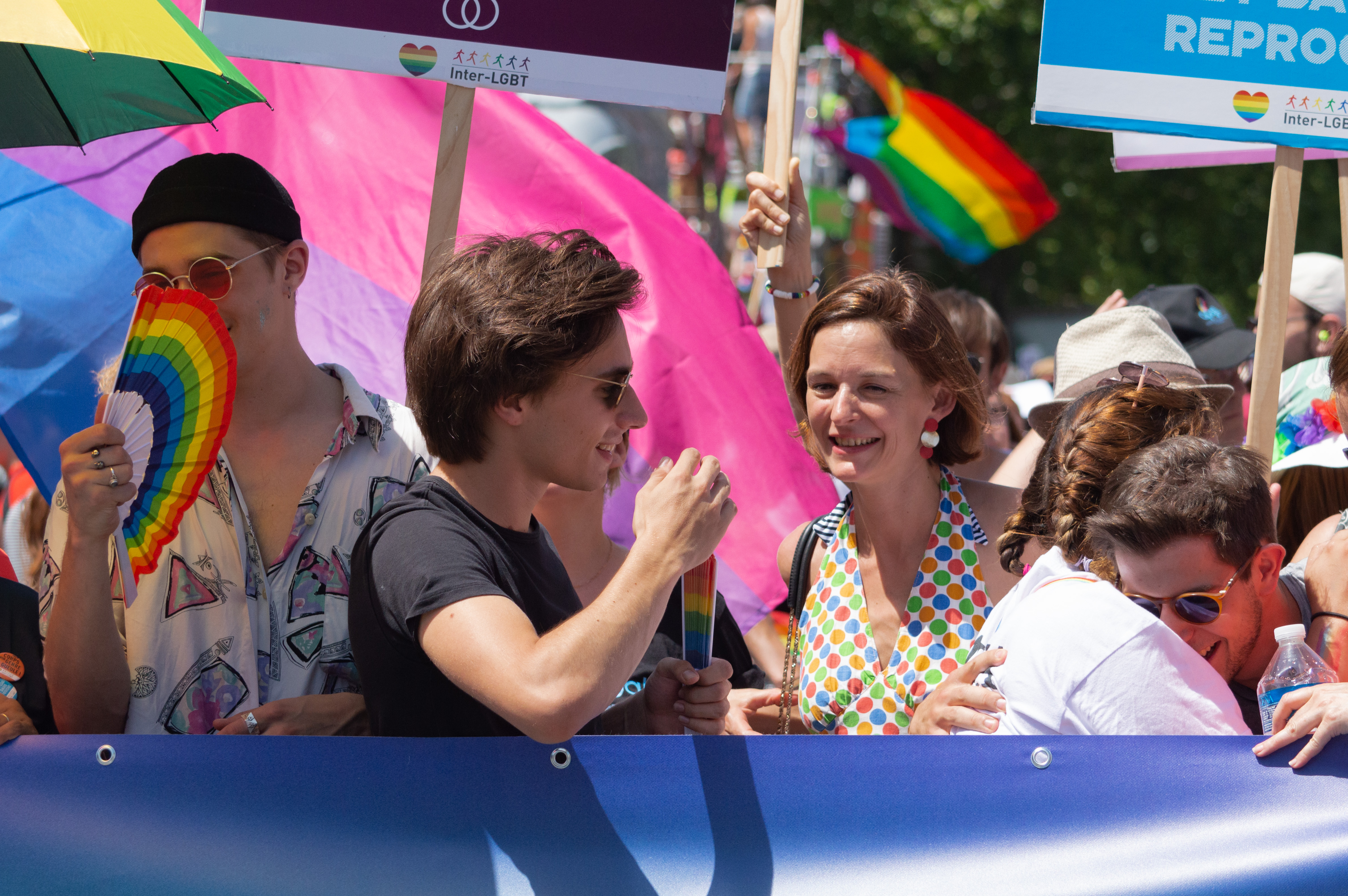
Auriant med flera av de andra skådespelarna i Skam France.

Axel Auriant, född 1 januari 1998 i Besançon, Frankrike, är en fransk skådespelare och trumslagare. Hans genombrott för en bredare publik, även internationellt, kom genom huvudrollen i den tredje säsongen av Skam France, en fransk adaption av den norska TV-serien Skam. Under den tredje säsongen, som skildrar hur Auriants karaktär kommer ut som homosexuell, blev TV-serien den mest sedda digitala TV-serien i Frankrike.

## Barndom och uppväxt
Auriant föddes i Besançon i östra Frankrike. Under uppväxten ägnade han sig åt såväl musik som skådespeleri. Vid tolv års ålder blev han en del av en barnteatergrupp i Paris, och ungefär samtidigt började han ägna sig åt trummor. Hans intresse växte dock för teater, när han som sextonåring under fransklektionerna i skolan studerade Molière. Därefter skaffade han sig en agent, och gjorde reklam för märken som Balenciaga. Inför slutproven för baccalauréat (fransk studentexamen) blev Auriant och hans bandmedlemmar stannade på gatan av rollsättare på gatan, och frågade om de ville skådespela i en kommande film baserad på Émilie Deleuze coming of age-drama Jamais contente.
Vid 18 års ålder började han studera vid ett konservatorium för drama i nittonde arrondisementet i Paris. Han tog kurser vid dramaskolan Cours Florent, innan han fick en roll i en julpjäs för barn på Théâtre des Mathurins, där han spelade i två år. Sedan 2015 har han i olika konstellationer och vid olika parisiska teatrar ägnat sig åt skådespeleri. Han har gjort över 400 framträdanden med minst sju olika pjäser, på bland annat Théâtre des Mathurins, Théâtre du Splendid, Théâtre Tristan Bernard och Théâtre des Béliers Parisiens.

## Genombrott som skådespelare
Sitt genombrott som skådespelare fick Auriant 2017, då han samtidigt fick rollen i Cédric Chapuis enmansshow Une Vie sur mesure, om en autistisk trummis, liksom rollen som Lucas i Skam France. Une vie sur mesure framfördes på Théâtre Tristan-Bernard i Paris, och fick pris för bästa teaterstycke det året. Pjäsen spelade även utanför Frankrike, och var på turné i tre år.
Auriant väckte framförallt berömmelse genom huvudrollen i den tredje säsongen av den franska adaptionen av TV-serien Skam, Skam France. I den tredje säsongen följer man hur Auriants karaktär, Lucas Lallemant, kämpar med sin sexuella läggning, när han blir kär i den nya skolkamraten Eliott Demaury (Maxence Danet-Fauvel). Från den tredje säsongen var Skam France den mest sedda serien online i Frankrike, och Auriant och Danet-Fauvel rönte viss internationell berömmelse. Auriant tillkännagav inför den sjätte säsongen att det skulle bli hans sista deltagande i serien, och konstaterade samtidigt att han aldrig kommer att glömma det sätt på vilket serien förändrade hans liv.
Auriant och Danet-Fauvel var två av fyra huvudnamn för prideparaden i Paris 2019, tillsammans med komikern och sångaren Marianne James samt regissören Kis Keya.

## Tiden efter Skam
2019 spelade han i en uppsättning av Baptiste Beaulieus roman Alors Voilà, och spelade in filmen Slalom, av Charlène Favier, om ett franskt skidlag. Samma år framförde han även enmansshowen Les 1001s vies des urgences på teatern Théâtre des Béliers parisiens, vilket han gjorde fram tills att nedstängningsåtgärderna i samband med Coronaviruspandemin tvingade teatern att ställa in alla framträdanden under våren 2020. I samband med pandemin flyttade han ut på landsbygden till sina släktingar.
Som trumslagare har han spelat med musiker som Manu Dibango, Joyce Jonathan och Nicoletta. Han har även komponerat en del musik själv. Auriant köpte efter Skam-säsongerna en musikstudio, och skapade sitt eget företag för teaterproduktion.

## Filmografi

### Långfilmer
- 2015: Nos futurs av Rémi Bezançon: Léo
- 2016: Jamais contente av Émilie Deleuze: Tom[9]
- 2019: Slalom av Charlène Favier[10]

### Kortfilmer
- 2014: Café noir av Steve Perret

### TV-serier
- 2014: Nos chers voisins av Roger Delattre: Jérémy
- 2014: Fais pas ci, fais pas ça av Laurent Tuel
- 2018: Meutres à Lille av Laurence Katrian: Oscar d'Armentières
- Från 2018: Skam France av David Hourrègue: Lucas Lallemant (från säsong 1–6)
- 2019: Nina av Eric Le Roux

### Dubbning
- 2017: La Traversée av Florence Miailhe
- 2019: Dumbo av Tim Burton
- 2019: Spider-Man: Far From Home av Jon Watts: Zach

## Teater
- 2008: Sales Gosses Show av Sylvie Ferrié och Philippe Bretin, Le Divan du Monde, théâtre de Ménilmontant
- 2015–2016: Au pays du Père Noël av Olivier Solivérès, théâtre des Mathurins
- 2016: Les Petits Moyens av Eugène Labiche, regisserad av Loïc Berger, théâtre le Vème
- 2017–2019 : Une vie sur mesure av Cédric Chapuis, regisserad av Stéphane Batlle, théâtre Tristan-Bernard och Théâtre Le Pandora (Festival Off d'Avignon)
- 2019–2020 : Les 1001 Vies des Urgences av Baptiste Beaulieu, regisserad av Arthur Jugnot, Théâtre des Béliers parisiens, Théâtre du Splendid